# Energie Service Biel/Bienne
Der Energie Service Biel/Bienne (ESB) ist ein Energiedienstleister und Wasserversorger der Stadt Biel; er versorgt seine Kunden mit Strom, Gas, Wasser, Wärme-/Kälte-Produkte und Telekommunikation. Nach dem politischen Entscheid der Bieler Bevölkerung ist der ESB seit dem 1. Januar 2013 ein selbstständiges Gemeindeunternehmen. Eigentümerin ist die Stadt Biel. Das Unternehmen beschäftigt 169 Mitarbeitende (Stand Dezember 2019) und erwirtschaftete 2019 einen Umsatz von 120,9 Millionen Schweizer Franken.
Der ESB engagiert sich für eine nachhaltige Energieproduktion und für den effizienten Einsatz von Energie. Seit 2017 liefert das Unternehmen den Kunden Strom aus ausschliesslich erneuerbaren Quellen von Schweizer Lieferanten.

## Geschichte
Die Wurzeln des ESB gehen auf die Gründung der Gasbeleuchtungsgesellschaft Biel und Inbetriebnahme des Gaswerks Biel im Jahr 1862 zurück. 1875 wurde das Wasserwerk Biel gegründet und mit dem Aufbau eines Wasserleitungsnetzes begonnen. Ein weiterer Meilenstein folgte 1894 mit der Stromübertragung von Bözingen nach Biel die Gründung des Elektrizitätswerkes Biel. 1994 wurde aus der Fusion des Elektrizitäts- mit dem Gas- und Wasserwerk Biel der Energie Service Biel/Bienne. Nach einem Entscheid Bieler Bevölkerung ist der ESB seit 1. Januar 2013 eine selbständige, öffentlich-rechtliche Anstalt mit der Stadt Biel/Bienne als Eigentümerin.
2015 fügte der ESB seine beiden Standorte im modernisierten Hauptsitz an der Gottstattstrasse zusammen.

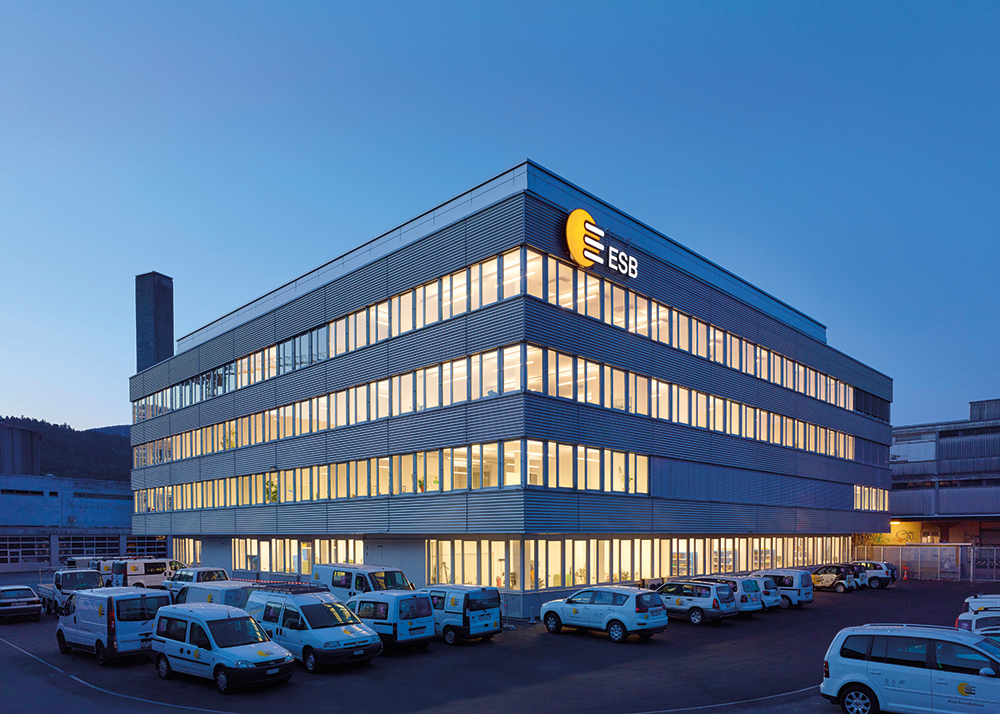
Firmengebäude des ESB

## Nachhaltigkeit
Alle Stromprodukte des ESB entstehen aus erneuerbarer Energie. Als Standardprodukt liefert der ESB nachhaltig produzierter Strom aus den Wasserkraftwerken Brügg und Hagneck, ergänzt mit Strom aus Schweizer Wasserkraft.
Der ESB setzt sich für den Bau von Windkraftanlagen ein und realisiert eigene Solarkraftwerke (z. B. Photovoltaikanlage auf dem Dach der Tissot Arena Biel).
Das Ökostrom-Produkt «Biel/Bienne-Strom» ist «naturemade star»-zertifiziert und erfüllt Anforderungen betreffend Umweltverträglichkeit. Ein Teil seines ökologischen Mehrwertes fliesst in den ESB-Ökofonds, mit dem der ESB ökologische Verbesserungsmassnahmen im nahen Umfeld der Produktionsstätten (mit-)finanziert.
Der ESB lancierte neu standardmässig Gaz Plus, aus 80 % Erdgas und einem fixen Biogasanteil von 20 %. Damit bietet er seiner Gaskundschaft einen klimafreundlicheren und umweltschonenderen, Brenn- und Treibstoff an.
Der ESB gehört zu den ersten Gasanbietern in der Schweiz mit einem Biogasanteil von 20 % in der Abdeckung des gesamten Gasbezuges seiner Tarifkundschaft. Da die Schweizer Biogasproduktion noch nicht so grosse Mengen produziert, lässt der ESB das Biogas in Dänemark produzieren, einspeisen und zertifizieren.
Auch die Herkunft des übrigen Erdgases aus Norwegen ist mit Herkunftsnachweisen garantiert. ESB ist an den Gasverbund Mittelland angeschlossen.

## E-Mobilität
Der ESB unterhält in Biel ein Ladenetz und bietet Ladelösungen für Privat- und Geschäftskunden.

### Versorgungsgebiet des ESB

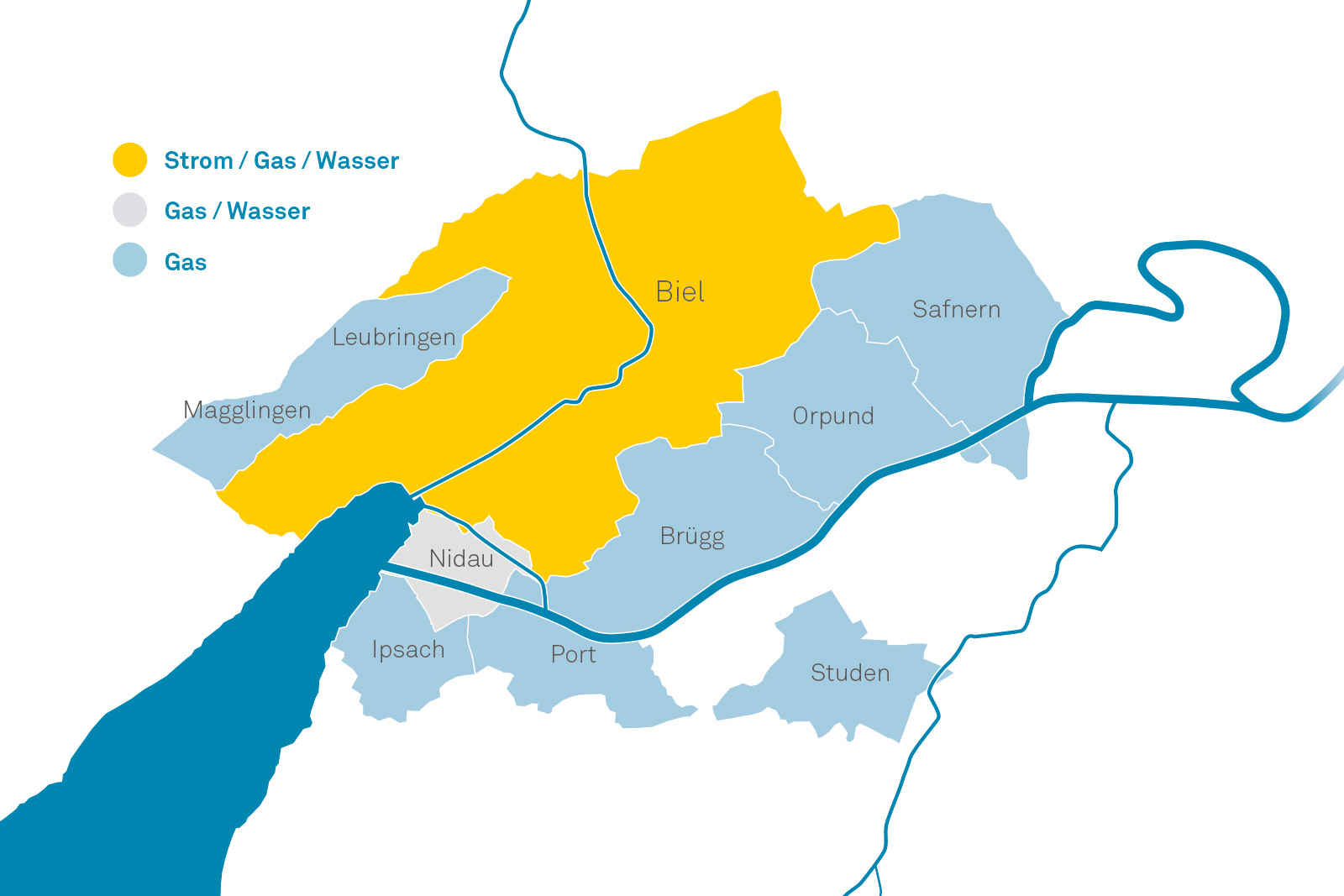
Versorgungsgebiet des ESB mit Strom / Gas / Wasser

## Kennzahlen
| ESB-Kennzahlen 2018          |                              |
| ---------------------------- | ---------------------------- |
| Absatz Elektrizität          | 320,5 GWh                    |
| Absatz Erdgas                | 768,0 GWh (inkl. Seelandgas) |
| Absatz Wasser                | 4,5 Mio. m³                  |
| Anzahl Kraftwerke            | 6                            |
| Länge Glasfasernetz          | 175,0 Kilometer              |
| Anzahl Elektro-Ladestandorte | 6                            |

## Kraftwerke
- Wasserkraftwerk Hagneck
- Wasserkraftwerk Brügg
- Kleinwasserkraftwerk in der Taubenlochschlucht

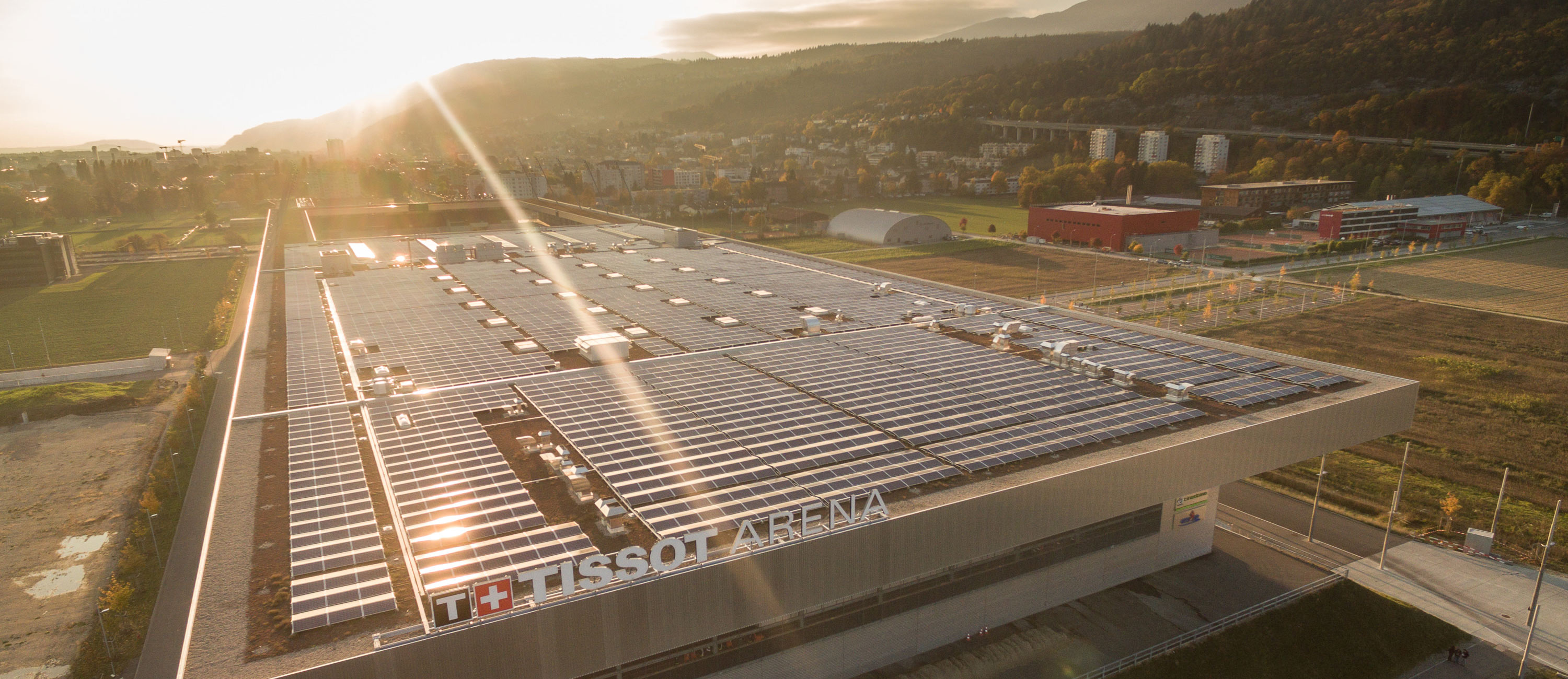
Solarkraftwerk Tissot Arena

- Wasserkraftwerk Bözingen
- Solarkraftwerk Tissot Arena